# IC 1268
IC 1268 = (NGC 6468?) ist eine Spiralgalaxie vom Hubble-Typ Sc im Sternbild Herkules am Nordsternhimmel. Sie ist schätzungsweise 287 Millionen Lichtjahre von der Milchstraße entfernt.
Das Objekt wurde am 16. Mai 1888 von Lewis Swift entdeckt.